# Pternistis jacksoni
El francolín de Jackson (Pternistis jacksoni) es una especie de ave galliforme de la familia Phasianidae propia de África Oriental.

## Distribución
Se lo encuentra en Kenia y Uganda.